# Dendrothrips
Genre
Dendrothrips  est un genre d'insectes thysanoptères de la famille des Thripidae, originaire de l'Ancien Monde.
Ce genre comprend une cinquantaine d'espèces, principalement d'Afrique et d'Asie. L'espèce type est Dendrothrips ornatus, le thrips des arbustes d'ornement.

## Liste d'espèces
Selon ITIS (24 septembre 2014) :
- Dendrothrips degeeri Uzel, 1895
- Dendrothrips ornatus (Jablonowski, 1894)
- Dendrothrips saltator Uzel, 1895

Selon NCBI (24 septembre 2014) :
- Dendrothrips degeeri
- Dendrothrips minowai

Selon Paleobiology Database (24 septembre 2014) :
- Dendrothrips giecewiczi